# Roy Hobbs
Roy Hobbs (* 13. August 1989 in Singapur) ist ein singapurischer Tennisspieler.

## Karriere
Hobbs spielte 2011 erstmals Profiturniere und bis auf eine wenige Ausnahmen vor allem Turniere auf der drittklassigen ITF Future Tour im asiatischen Raum. Im Doppel konnte er dabei maximal das Halbfinale erreichen, im Einzel lediglich die zweite Runde. Der einzige Auftritt auf der ATP Tour erfolgte im Jahr 2021, als Hobbs an der Seite von Shaheed Alam eine Wildcard für die Singapore Tennis Open erhielt.  Die Paarung unterlag zum Auftakt N. Sriram Balaji und Luca Margaroli mit 5:7, 1:6. In der Tennisweltrangliste war er in Einzel und Doppel jeweils außerhalb der Top 1000 notiert.
Roy Hobbs ist seit 2011 regelmäßiges Mitglied für die singapurische Davis-Cup-Mannschaft. Dort hält er mit einer Bilanz von 37:23 den Rekord für die meisten Siege und ist mit 40 Begegnungen in neun Jahren auch in diesen Kategorien jeweils Rekordspieler seines Landes.